# Celeste Star
Celeste Star (Pomona, 28 dicembre 1985) è un'ex attrice pornografica statunitense.

## Biografia
Di origini scozzesi, irlandesi e messicane, al liceo era una cheerleader.
ha cominciato la sua carriera nel 2004, inizialmente girando solo scene soft. È apparsa sulla copertina di marzo 2005 della rivista Hustler e nel giugno 2005 è stata Pet of the Month per la rivista Penthouse. Ha tatuato un capricorno al centro della schiena. Ha girato solo scene con ragazze.
In carriera ha girato oltre 600 scene per case di produzioni quali Brazzers, Digital Playground, Elegant Angel, Girlfriend Films, New Sensations, Naughty America, Reality Kings e ha ottenuto un AVN Awards. Nel 2018 è stata inserita nella Hall of Fame degli AVN.

## Riconoscimenti
- AVN Awards
  - 2017 – AVN Award for Best All-Girl Sex Scene per AI: Artificial Intelligence con Serena Blair e Alix Lynx[7]
  - 2018 – Hall of Fame - Video Branch[6]

Nomination
- 2006 – AVN Award nominee – Best All-Girl Sex Scene, Video – Girlvana[8]
- 2007 – AVN Award nominee – Best Tease Performance – Intoxicated[9]
- 2007 – AVN Award nominee – Best Solo Sex Scene – Jesse Jane: All-American Girl[9]
- 2008 – AVN Award nominee – Best Solo Sex Scene – All Alone 2[10]